# Fals rossinyol
El fals rossinyol (Hygrophoropsis aurantiaca) és una espècie de fong de l'ordre dels boletals (Boletales). És de color més ataronjat que el rossinyol, amb la superfície del barret vellutada.

## Morfologia
Es pela amb facilitat i porta làmines ben fines i atapeïdes i no pas plecs, com el rossinyol.

## Comestibilitat
És un bolet comestible però de baixa qualitat.